# Бесслер, Иоганн Эрнст Элиас
Иоганн Эрнст Элиас Бесслер (нем. Johann Ernst Elias Bessler; 1680 — 30 ноября 1745), известный также как Орфиреус (лат. Orffyreus) — саксонский врач, алхимик, инженер-механик, заявлявший о создании «вечного двигателя».

## Начало карьеры
Свою карьеру Иоганн Бесслер начинал перебрав много профессий, он пробовал свои силы как: медик, часовых дел мастер, стеклодув, гравер, оружейник, астролог, интересовался алхимией и изучал каббалу. Его финансовое состояние было весьма скромным, но поправить его удалось после женитьбы на дочери богатого бургомистра. Чтобы выглядеть более остепененно, он берет себе псевдоним «Орфиреус».

## Общие сведения о двигателе Орфиреуса
12 ноября 1717 года в присутствии ученых Орфиреус продемонстрировал своему покровителю ландграфу Карлу Гессен-Кассельскому изобретённый им «вечный двигатель», имевший вид полого колеса диаметром около четырёх метров и толщиной тридцать пять сантиметров.
Оно было изготовлено из деревянных реек и обтянуто вощёным полотном, скрывающим внутренний механизм. Колесо вращалось на толстой оси. «Я осмотрел эту ось, — писал известный лейденский физик Гравезанд, — и теперь твёрдо убежден, что снаружи колеса решительно ничто не способствует его движению».
После запуска машины её заперли, а проверив через четырнадцать дней (26 ноября 1717 года), убедились, что колесо двигателя вращается с прежней скоростью. Когда то же самое произошло ещё через два месяца, слава Бесслера прогремела по всей Европе, но секрет устройства он тщательно скрывал, предлагая раскрыть тайну своего изобретения за весьма крупную денежную сумму.

### Интерес к двигателю со стороны России
Пётр I сильно заинтересовался этой машиной. В 1721 г., посылая И. Д. Шумахера за границу, он, помимо всего прочего, поручил ему встретиться с изобретателем, а в январе 1725 г. сам собирался посетить Германию и осмотреть «самодвижущееся колесо».
Когда Шумахер предложил ему пригласить двух славнейших математиков, чтобы они рассмотрели его машину, дав предварительно присягу, что никому не выдадут секрета, и поступить согласно их решению, то «последняя речь изобретателя была: на одной стороне положите 100 000 ефимков, а на другой я положу машину», которая «верна есть и никто же оную похулить может, разве из злонравия, и весь свет наполнен злыми людьми, которым верить весьма невозможно». Так, пpиoбретение машины Орфиреуса для Петра и не состоялось.

### Материальная выгода от создания двигателя
Демонстрируя двигатель и рассказывая о его перспективах, ему удавалось получать прибыль, однако ни многочисленные сертификаты, выданные независимыми комиссиями, ни публичные демонстрации не принесли Бесслеру желаемой суммы денег, на которые он собирался построить школу для инженеров. Максимум, что он смог получить от власть имущих, — четыре тысячи талеров единовременно и дом в подарок от ландграфа Карла, хозяина замка Вайсенштайн (в настоящее время — Вильгельмсхёэ).

## Дальнейшая судьба Орфиреуса
Из-за его нежелания раскрыть тайну устройства, начали возникать слухи о том, что «самодвижущееся колесо» приводится в движение людьми. Эти слухи были подкреплены служанкой Бесслера, рассказавшей после ссоры с учёным, что так называемый «вечный двигатель» приводился в движение ею самой и братом Бесслера, дёргавшими за шнурок через специальную передачу в соседней комнате. В итоге Бесслер собственноручно разрушил своё устройство и уехал из Вайсенштайна.
Его дальнейшие попытки создать машины работающие без топлива и посторонней помощи (самоиграющий орган, непрерывно работающий фонтан), не принесли ему ни значительной прибыли, ни доверия.
Уже после смерти Бесслера была доказана невозможность вечных двигателей.